# Vermipsyllidae
Vermipsyllidae (лат.) — семейство блох. Около 40 видов. Имеют обособленные длинные предсенсилиальные щетины и анальные стилеты у самок. Мезонотум примерно одинаковой длины и высоты.
Предки Vermipsyllidae вероятно мигрировали из Африки в Азию через Европу. Паразитируют на хищных и копытных млекопитающих. У овец, коз, верблюдов вызывают вермипсиллёзы (Vermipsylloses, сопровождаемые дерматитом и истощением), которые регистрируются в Индии, Монголии, Пакистане, странах бывшего СССР (Киргизия, Алтай, Забайкалье).

## Классификация
- Chaetopsylla Kohaut, 1903 — 28 видов (8 в Европе)
  - Chaetopsylla globiceps (Taschenberg, 1880)
  - Chaetopsylla trichosa Kohaut, 1903
  - Chaetopsylla tuberculaticeps (Bezzi, 1890)
- Dorcadia Ioff, 1946 — 4 вида
- Vermipsylla Schimkewitsch, 1885 — 8 видов
  - Vermipsylla alakurt
  - Vermipsylla asymmetrica
  - Vermipsylla ibexa
  - Vermipsylla minuta
  - Vermipsylla parallela
  - Vermipsylla perplexa
  - Vermipsylla quilianensis
  - Vermipsylla yeae